# チンバウ

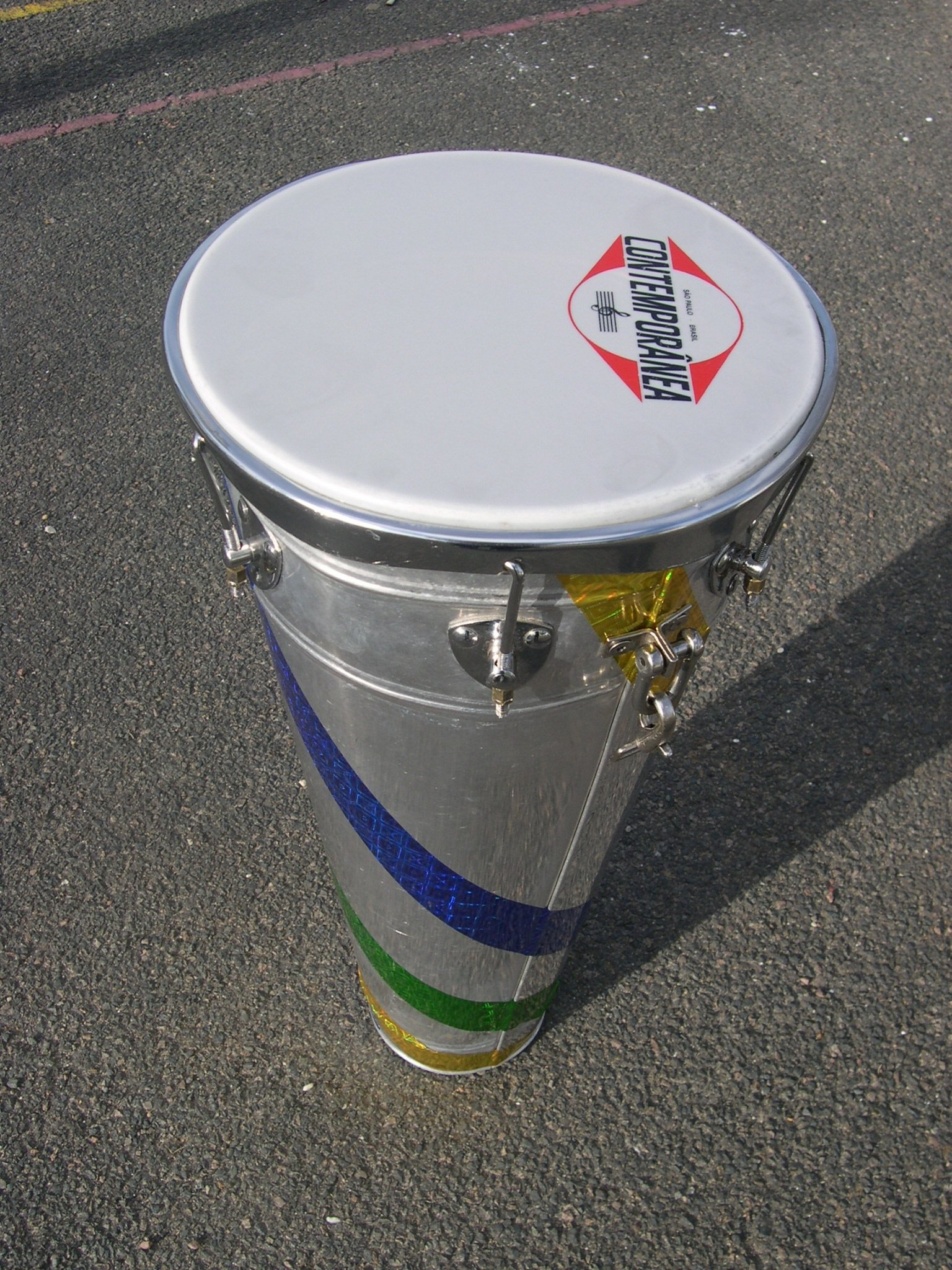
チンバウ

チンバウ(Timbau)は、ブラジル音楽で用いられるパーカッションのひとつである。

## 形状・奏法
円錐状の胴に薄めのプラスティック製ヘッドを張った片面太鼓。コンガのように立てて演奏する。音色は高音域の倍音。

## 主要メーカー
- REMO（英語版）
- RMV